# HMA No. 1
El His Majesty's Airship No. 1 (Dirigible de Su Majestad N.º 1, HMA No. 1) fue diseñado y construido por Vickers, Sons and Maxim en sus fábricas de Barrow-in-Furness, Lancashire, Inglaterra, como un dirigible de reconocimiento aéreo para la Marina Real. Fue el primer dirigible rígido británico construido y se construyó en un intento directo de competir con el programa de dirigibles alemán. A menudo llamado "Mayfly", un apodo que le dio la cubierta inferior (es decir, el componente no comisionado de la tripulación de un buque de guerra), en los registros públicos se lo designa HMA Hermione porque el contingente naval en Barrow estaba asignado al HMS Hermione, un crucero amarrado localmente que se preparaba para actuar como su embarcación auxiliar.
Cuando era trasladado desde su cobertizo en Cavendish Dock para realizar pruebas completas el 24 de septiembre de 1911, se partió en dos antes de poder intentar su primer vuelo, como resultado de soportar fuertes vientos. Aunque el Mayfly nunca voló, su breve carrera proporcionó valiosos datos experimentales y de entrenamiento a las tripulaciones y diseñadores de dirigibles británicos.

## Diseño y desarrollo

### Antecedentes
En julio de 1908, el capitán Reginald Bacon, director de artillería naval de la Marina Real, recomendó que la Marina adquiriera un dirigible que pudiera competir con el éxito de los primeros dirigibles rígidos alemanes construidos por el conde Ferdinand von Zeppelin. El Gobierno británico acordó que una suma de 35 000 libras esterlinas (4,6 millones de libras esterlinas actuales) "debería asignarse al Almirantazgo para la construcción de un globo dirigible", y en marzo de 1909 la empresa de armamento Vickers, Sons y Maxim informó que podían construir el mismo por 28 000 libras esterlinas (3,7 millones de libras esterlinas actuales), sin incluir las bolsas de gas de hoja de tripa y la cubierta exterior, para lo cual el Almirantazgo estaba obligado a proporcionar contratistas, y que erigirían un cobertizo de construcción a su propio coste a cambio de un monopolio de 10 años en la construcción de dirigibles, similar al acuerdo sobre submarinos que ya tenían con la Corona. El contrato fue adjudicado a Vickers el 7 de mayo de 1909, con la responsabilidad del diseño dividida entre el teniente N.F. Usborne del Almirantazgo y el C.G. Robertson de Vickers; sin embargo, la cláusula de monopolio de 10 años fue rechazada.

### Diseño
El Mayfly fue concebido como un explorador aéreo y su diseño era similar al de los zepelines contemporáneos, pero con algunas diferencias importantes. Con 156 m de longitud y 14 m de diámetro, era 20 m más largo que el contemporáneo LZ 6 y tenía un volumen un 50 % mayor, lo que proporcionaba una sustentación correspondientemente mayor. El His Majesty's Airship No. 1 era más conocido como "Mayfly" o simplemente "No. 1" (N.º 1). En los registros oficiales, el HMA No. 1 suele mencionarse por el nombre de la embarcación auxiliar donde se alojaba la tripulación, el HMS Hermione, o "Hermione Airship". El nombre "Mayfly" se originó como un apodo que le dieron los marineros. El HMA No. 1 era esencialmente un diseño experimental y por lo tanto debía construirse lo más barato posible.
Los zepelines de la época tenían una carga útil de alrededor de 4500 kg y eran capaces de volar a 60 km/h. El diseño de Vickers estaba pensado para poder amarrarse en el agua, transportar equipos inalámbricos y ser capaz de mantener 74 km/h durante 24 horas, tener un techo de 460 m, y transportar a una tripulación de 20 personas con comodidad. El amarre debía realizarse a un mástil de amarre, una práctica que los británicos fueron los primeros en adoptar como estándar, y el Mayfly fue el primer dirigible rígido en estar equipado con el equipo de amarre en el morro de la nave.
Antes de comenzar la construcción, se fabricó una sección experimental. Para ello se utilizaron diversas técnicas de construcción: en un extremo se utilizaron largueros de madera huecos, en el marco central se utilizó una combinación de madera y aluminio, mientras que en el otro extremo se utilizó únicamente aluminio. Aunque la madera resultó ser la opción más satisfactoria, el Almirantazgo prefirió el metal. A finales de 1909 se empezó a disponer del duraluminio y se decidió utilizar esta nueva aleación, que permitiría un considerable ahorro de peso, al tiempo que formaría una estructura más resistente. El uso del duraluminio precedió a su uso por parte de Zeppelin en cuatro años. El desarrollo del HMA No. 1 implicó esencialmente inventar la tecnología necesaria y se requirió una considerable experimentación en materiales y técnicas de fabricación, antes de decidir los procesos de fabricación finales. El casco estaba formado por 40 marcos transversales de doce lados espaciados entre sí 3,8 m: algunos de los cuales estaban arriostrados mediante cables, dividiendo la estructura en 17 tramos de longitud irregular, que variaban entre 3,8 m y 11,4 m. Los marcos estaban conectados por 12 vigas longitudinales y una quilla de sección triangular debajo de la estructura principal. La forma del casco se basaba en los trabajos del aerodinámico estadounidense Albert Zahm, y se afirmó que su resistencia en cabeza era el 40 % de la de los zepelines contemporáneos. Se había propuesto una forma completamente aerodinámica, pero el Almirantazgo la rechazó por considerarla demasiado difícil de construir. No fue hasta 1918 en que se diseñó un dirigible verdaderamente aerodinámico, el R80.
También se realizaron experimentos para determinar el material más adecuado para la cubierta exterior, dando como resultado la elección de una seda tratada. La cubierta de la mitad superior fue tratada adicionalmente para reducir la absorción de calor, añadiendo polvo de aluminio al revestimiento. Esto dio como resultado que la parte inferior fuera de color amarillo prímula y la parte superior de color aluminio.
El diseño de las superficies de control, basado en un diseño de Short Brothers y adoptado después de experimentos realizados por el Laboratorio Nacional de Física, consistía en timones cuádruples y elevadores triples unidos a los bordes de salida de las superficies de cola cruciformes, complementados con elevadores triplanos montados hacia adelante y pequeños timones triples detrás de la góndola de popa.
Las dos góndolas fueron construidas en caoba mediante el proceso Consuta para hacerlas impermeables y así poder operar la embarcación desde el agua. Cada uno contenía un motor de pistón V-8 Wolseley 160 hp refrigerado por agua, que en la góndola delantera movía un par de hélices de cuatro palas de 3.61 m de diámetro montadas sobre soportes y engranadas para girar a la mitad de la velocidad del motor. El motor trasero movía una única hélice bipala de 4,6 m montada en la parte trasera de la góndola. Se instaló un equipo para recuperar agua de los gases de escape para reemplazar el peso del combustible a medida que se consumía y así evitar la necesidad de ventilar el gas de sustentación. Se cometieron errores considerables debido a la inexperiencia, a los requisitos del Almirantazgo y en dispositivos como los sistemas de recuperación de agua para los gases de escape del motor.

### Construcción y pruebas
El cobertizo de construcción, que también funcionaba como hangar, fue diseñado por Vickers y construido a partir de la pared del Cavendish Dock en su "Naval Construction Yard" en Barrow, hasta pilotes clavados en el piso de la dársena. Contenía un flotador en el que se realizaba la construcción del dirigible y que podía sacarse del cobertizo junto con el mismo. Las obras, que comenzaron en 1909, debían finalizar en agosto de ese año y la nave debía entregarse dos meses más tarde, pero en junio surgieron problemas al clavar los pilotes en el suelo del muelle. Por lo tanto, el cobertizo no se terminó de construir hasta junio de 1910, momento en el que pudo comenzar la construcción real del HMA No. 1. Se instaló una pantalla en el muelle junto con un nuevo diseño de mástil de amarre flotante de 12 m de altura capaz de soportar una tracción constante de 81 toneladas. Se había permitido un amplio margen de seguridad; se calculó que la carga máxima que la nave ejercería sobre el mástil sería de aproximadamente 4 toneladas, con un viento de 130 km/h.
Como preparación para la finalización del Mayfly, el entrenamiento de la tripulación comenzó el 25 de febrero de 1910, cubriendo habilidades importantes como el trabajo con la tela de caucho (realizado en los talleres de Messrs Short Brothers, Battersea, Londres), instrucciones en motores de gasolina en los talleres de Vickers e instrucción en transmisiones, aeronáutica y meteorología.
Una entrada en el Manual del HMA No. 1 señalaba que:
Se utilizaron dos tripulaciones para cuidar la nave durante su navegación, dado que la obra era nueva. Vivían a bordo del dirigible y no sufrieron ninguna molestia, aunque no se había previsto cocinar ni fumar a bordo. Por la noche, la temperatura del espacio habitable era ligeramente superior a la del aire exterior, pero como la nave estaba completamente libre de corrientes de aire en la quilla y en el camarote, se previó que, con ropa adecuada, no sufrirían problemas de frío.
El oficial del Almirantazgo responsable del diseño del HMA No. 1, el teniente N.F. Usborne, fue seleccionado como capitán.
El Mayfly terminado fue el dirigible más grande construido hasta entonces.

#### Pruebas estáticas
Las pruebas estáticas dentro del cobertizo comenzaron el 13 de febrero de 1911. Se pusieron en marcha los motores y se operaron los controles, pero no se pudieron realizar pruebas al aire libre hasta que el clima se moderó.
El lunes 22 de mayo de 1911, el Mayfly fue retirado del cobertizo para realizar pruebas de manipulación y amarre. Primero fue remolcado desde su estrecho cobertizo, luego fue sacado gradualmente del Cavendish Dock y fijado a un mástil de amarre montado en un pontón. Mientras estaba amarrado, nueve oficiales permanecieron a bordo (con alojamiento en la quilla y comunicación telefónica entre los coches) para realizar pruebas de motor, pero estas se interrumpieron debido a problemas de radiador. Al día siguiente estuvo sometido a vientos de 72 km/h y durante las dos noches que estuvo fuera del cobertizo se le apuntaron con reflectores para poder observar su movimiento. El Mayfly no mostró señales de querer elevarse y se descubrió a partir de cálculos que sería necesario retirar accesorios que pesaban unas tres toneladas para permitir que pudiera despegar. Se decidió devolverlo al cobertizo, donde con todo el lastre, combustible y algunos equipos retirados, flotó durante aproximadamente cinco horas con ambas góndolas alrededor de 0,91 m fuera del agua. Durante este tiempo, los ingenieros pudieron realizar pruebas de compensación. Era obvio que era necesario realizar modificaciones drásticas para reducir peso, si se quería que el HMA No. 1 volara alguna vez.
La más drástica de las modificaciones fue la eliminación de la quilla externa, lo que resultó en un debilitamiento y distorsión de la estructura del dirigible. Hartley Pratt, un dibujante que trabajaba en otro departamento de Vickers, calculó que esto sería desastroso, pero sus advertencias fueron ignoradas. Posteriormente, Pratt abandonó la compañía, pero fue contratado nuevamente para dirigir el diseño del siguiente dirigible británico, el No. 9r, que se encargó a Vickers en 1913. Otros cambios incluyeron la eliminación de los elevadores delanteros y el aparato de recuperación de agua. La posición de las góndolas también se invirtió, desplazándose la góndola delantera, más pesada, a la posición trasera. También se eliminaron las cabinas y los alojamientos para la tripulación mientras estaban en puerto. Los intentos de reducir el peso fueron tan extremos que se perforaron agujeros en las palancas de control del motor. Los cambios dieron como resultado que el Mayfly tuviera una sustentación disponible de 3,21 toneladas. Con las modificaciones masivas, el capitán Murray Suter, bajo presión del abogado del Almirantazgo, se vio obligado a aceptar provisionalmente el No. 1 con la condición de que volara.

#### Salida final

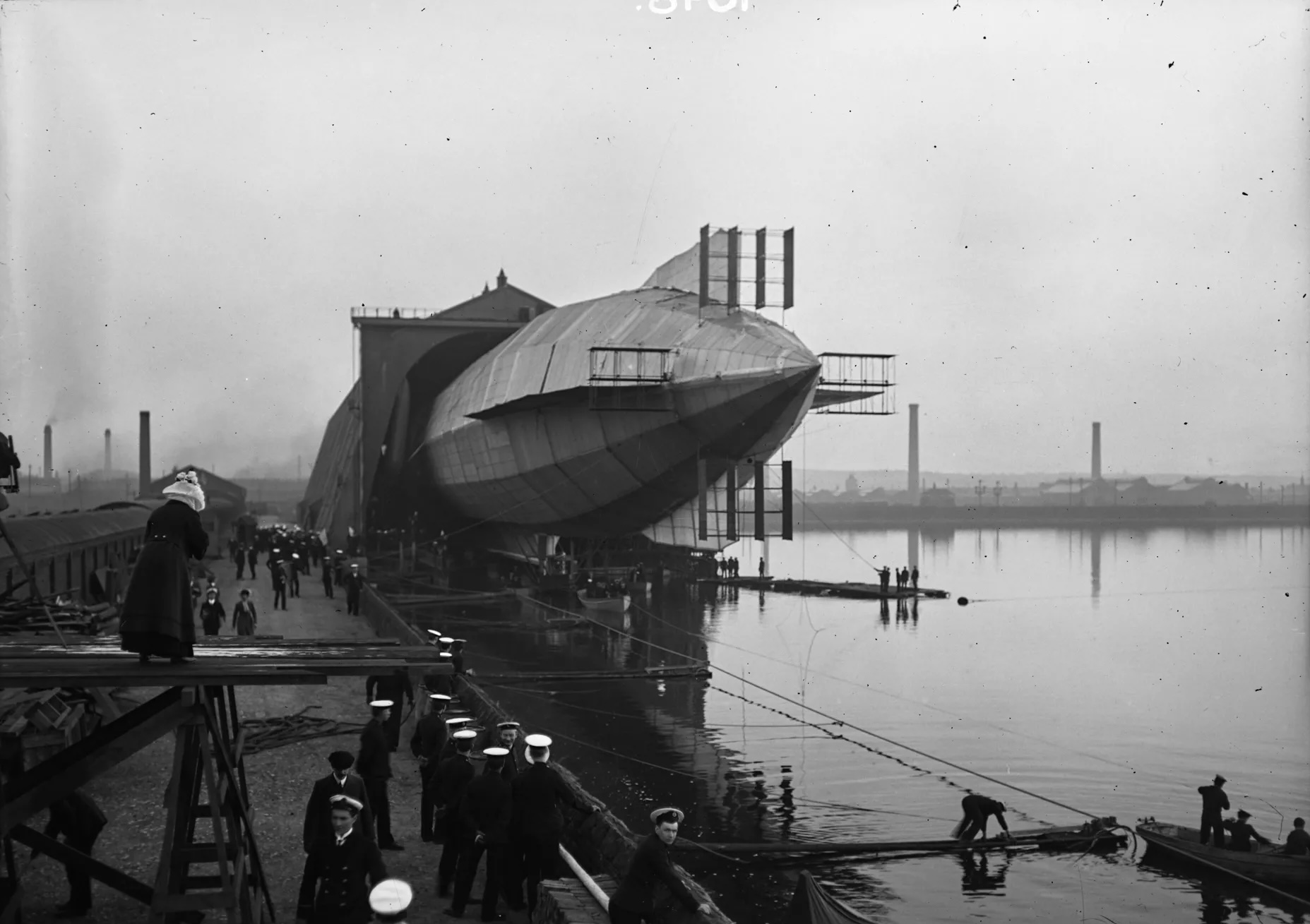
El Mayfly saliendo de su cobertizo flotante el 24 de septiembre de 1911.

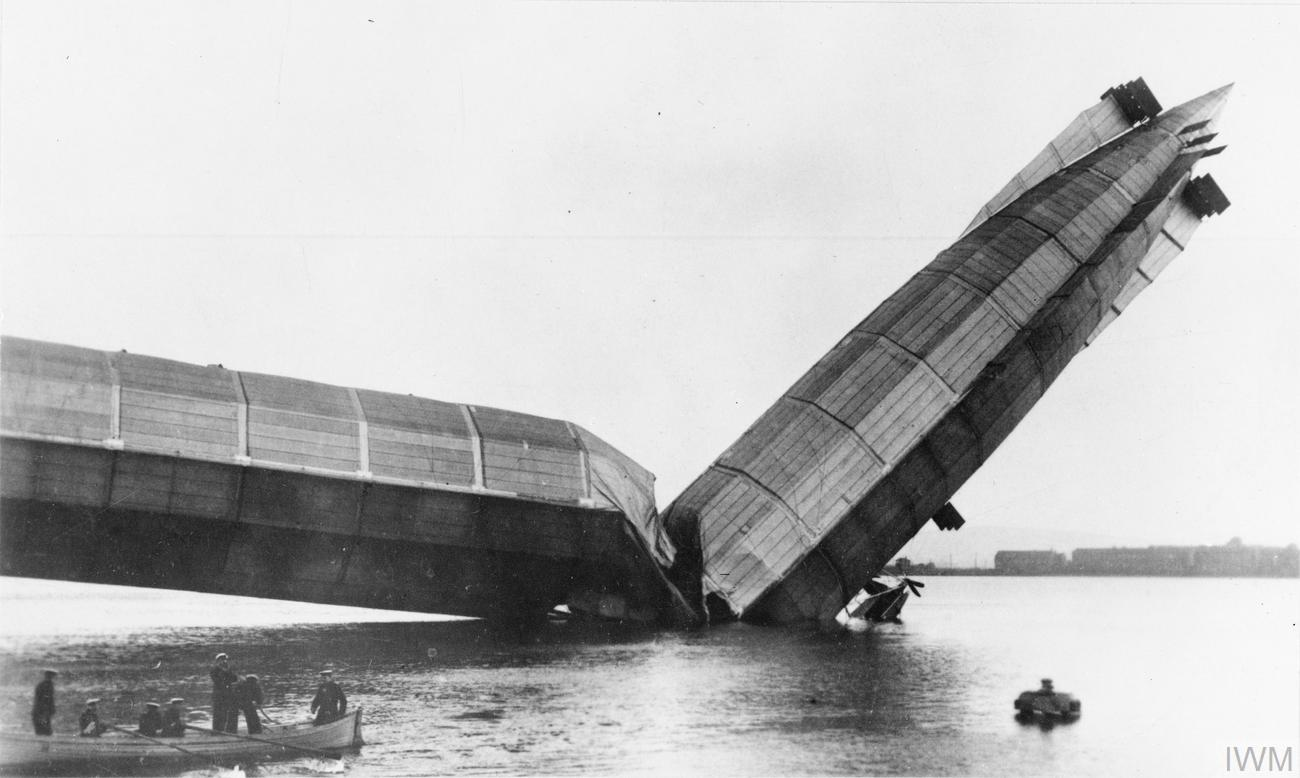
El HMA No.1 después de romperse el lomo.

Mientras estaba cubierto, se ideó un sistema mejorado para sacar el Mayfly del cobertizo. Éste consistía en una serie de cabrestantes eléctricos que podían sacarlo suavemente, incluso bajo condiciones de viento, y el 24 de septiembre de 1911 se decidió trasladar el Mayfly del hangar para realizar pruebas completas. Justo cuando el morro pasó por la puerta del hangar, una ráfaga hizo que la nave se volcara prácticamente sobre sus extremos. Finalmente se enderezó, pero cuando lo giraron para que el morro apuntara hacia el muelle, se oyeron crujidos en medio de la nave y se partió en dos. En ese momento el centro empezó a elevarse y la tripulación de la góndola de popa se tiró por la borda, provocando que la popa se elevara. El daño posterior fue causado por un cable de arriostrado en la parte superior del casco, que se mantuvo firme y causó que varios marcos se dañaran severamente cuando el casco se movió por el viento. No hubo víctimas mortales y los restos fueron devueltos al cobertizo el mismo día.
La conclusión del tribunal de investigación fue que no se podía atribuir la culpa a nadie por el incidente y que sería razonable apoyar la versión de que la borrasca fue la culpable. Era de tal fuerza que naves posteriores también habrían resultado severamente dañadas si se hubieran encontrado en las mismas circunstancias.  Se dice que el comandante Masterman declaró extraoficialmente que «el Mayfly fue partido por la mitad por el equipo de maniobras cuando alguien olvidó soltar las cuerdas que sujetaban la proa de la nave». Además, en un artículo titulado «Veintiún años de progreso del dirigible», el teniente coronel W. Lockwood Marsh escribió: «Este accidente, aunque la nave estaba indudablemente débil, se debió directamente a un error de maniobra: uno de los equipos que se encontraba en un cabo de amarre continuó tirando sin percatarse de que el carro de popa había tocado una boya».

### Secuelas
El capitán Sueter propuso que el No. 1 fuera reparado y utilizado para experimentos de amarre. También propuso la construcción de dos dirigibles más para mantener intacta la capacidad de diseño y fabricación.
Reginald Bacon había dejado la Marina en 1909 y "Jackie" Fisher, que era un defensor del desarrollo de dirigibles, ya no era el Primer Lord del Mar. Winston Churchill, que se convirtió en el Primer Lord del Almirantazgo el 24 de octubre de 1911, en general rechazó los dirigibles y favoreció el desarrollo de aeronaves más pesadas que el aire. Como resultado, no se hizo ningún intento de reparar el Mayfly y se lo dejó pudrir en su cobertizo.
Churchill posteriormente hizo la siguiente declaración en la Cámara de los Comunes el 26 de marzo de 1913: «En general, comparado con otras armadas, el servicio británico de aeronáutica ha comenzado muy bien... Tengo una descripción menos satisfactoria que dar sobre los dirigibles. El desarrollo de dirigibles navales se vio retrasado por diversas causas. El percance que destruyó el May-fly (puede-volar), o el Won't Fly (no-volará), como sería más preciso llamarlo, en Barrow, supuso un serio revés para el desarrollo de la política del Almirantazgo en materia de dirigibles». Y el 31 de marzo de 1913, Sir Bolton Eyres-Monsell (que posteriormente se convertiría en Primer Lord del Almirantazgo) hizo el siguiente comentario sobre el destino del Mayfly y la falta de dirigibles británicos: «El 'May-fly' se rompió hace tres años, y no se ha hecho nada más. En dirigibles no rígidos, Alemania tiene diecisiete, y contra ellos tenemos dos muy inferiores y dos pedidos, pero no estamos haciendo nada al respecto».
A pesar de no haber volado nunca, la breve carrera del Mayfly proporcionó una valiosa experiencia técnica para los diseñadores de dirigibles británicos.

## Especificaciones
Referencia datos: Airships Heritage Trust, Flight International (las fuentes no coinciden en todos los valores; y como el "Mayfly" nunca voló, las cifras de rendimiento son teóricas. Datos de motor, de Lumsden.)

### Características generales
- Tripulación: Veinte
- Longitud: 156,1 m (512 ft)
- Peso vacío: 19 958 kg (43 987,4 lb)
- Planta motriz: 2× motor lineal V8 refrigerado por agua Wolseley 160 hp.
  - Potencia: 110 kW (152 HP; 150 CV) cada uno.
- Hélices: 2 de cuatro palas en la góndola delantera; 1 bipala en la trasera
- Diámetro: 14,02 m
- Volumen: 19 000 m3
- Sustentación útil: 22 000 kg

### Rendimiento
- Velocidad crucero (Vc): 68 km/h (42 MPH; 37 kt)
- Alcance: 1750 km (945 nmi; 1087 mi) (24 h)
- Techo de vuelo: 460 m (1509 ft)